# GPX4
La Glutatión peroxidasa 4 abreviada como (GPX4) es una de las ocho diferentes Glutatión peroxidasas que tienen los mamíferos. La Glucatión peroxidasa (GPX4) es una enzima hidroperoxidasa lipídica. Su principal función es la protección de la membrana plasmática de la peroxidación lipídica. 
La enzima (GPX4) se singulariza del resto de isoformas GPX por tener la facultad de reducir  ácidos grasos oxidados y los hidroperóxidos lipídicos. Además de tener  importancia en la apoptosis.
En la especie humana esta enzima es codificada por el gen GPX4.

## Funcionamiento de la enzima

### Funcionamiento Catalizador
La enzima GPX4 es la encargada de catalizar la reacción de transformar los peróxidos lipídicos, los cuales son tóxicos y son los causantes de los procesos de ferroptosis en las células, en alcoholes lipídicos. Esta enzima depende del glucatión, en falta del substrato no se podrá dar la reacción catalítica. 
Reacción:
Esta reacción es catalizada en la selenocisteína dentro del centro catalítico de la GPx4.

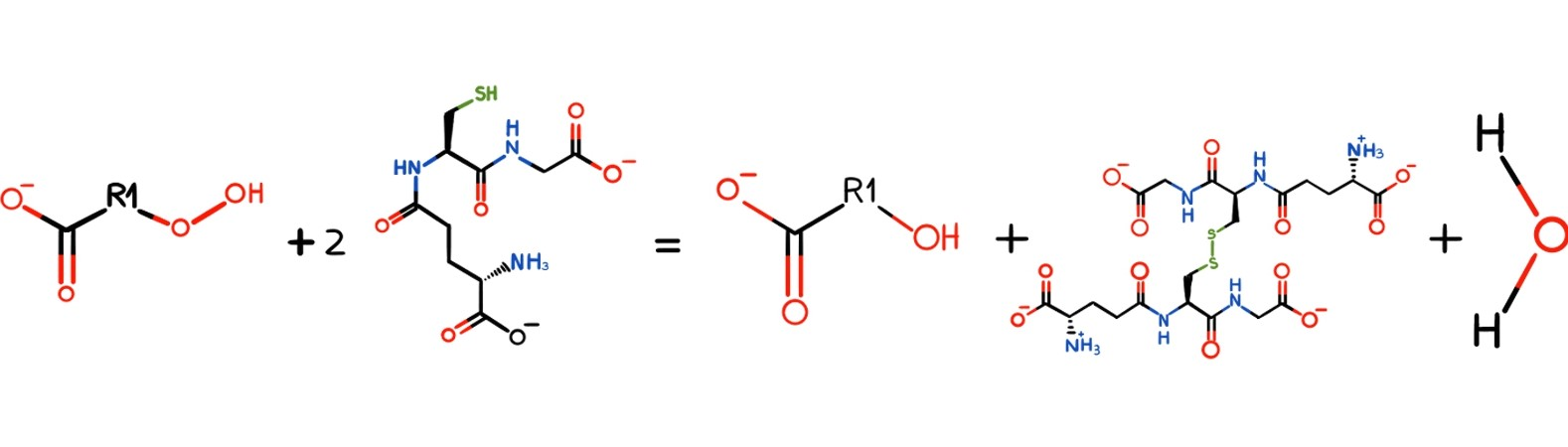
2 Glucatión + hidroperoxido lipídico → Glucatión disulfuro + alcohol lipídico + H2O

```
2 
Glucatión
 + hidroperoxido lipídico   → 
Glucatión disulfuro
 + alcohol lipídico + H2O
[
5
]
```

## Funciones
Podemos distinguir entre dos tipos de funciones en relación con su impacto:
Funciones moleculares:
- Actividad del glutatión peroxidasa: es decir, actúa como catalizador de la reacción química: 2 glutatión + peróxido de hidrógeno = glutatión oxidado + 2 H2O.[7]
- Unión a proteínas idénticas: actúa de forma selectiva y no covalente con otra u otras proteínas idénticas a ella.
- Actividad peroxidasa: puede actuar como catalizador de oxidaciones, como es el caso de la reacción: donador de electrones + peróxido de hidrógeno = donador oxidado + 2 H2O.[8]
- Actividad peroxidasa del glutatión fosfolípido – hidroperóxido: cataliza reacciones como: 1 hidroperóxido de lípido + 2 glutatión reducido = 1 lípido + 2 H2O + 2 glutatión oxidado.[9]
- Unión de selenio: es decir, actúa selectivamente y de manera no covalente con el selenio.

Procesos biológicos:
- Envejecimiento: juega un rol crucial en este proceso, el cual es caracterizado por la pérdida de funciones de la célula, así como la resistencia a determinadas patologías, homeostasis, etc.
- Proceso metabólico del ácido araquidónico: participa en las reacciones químicas que incluyen el ácido araquidónico.[10]
- Organización de la cromatina: tiene un papel importante en la especificación, formación y mantenimiento de la estructura física de la cromatina.
- Proceso metabólico del glutatión: participa en las reacciones químicas en torno al glutatión.
- Lipogénesis: interviene como lipoxigenasa en la degradación de ácidos grasos.
- Procesos biosintéticos de ácidos grasos: participa en la formación de largas cadenas de ácidos grasos, cuya cadena tenga entre 13 y 22 carbonos.
- Desarrollo multicelular del organismo: contribuye en el desarrollo de organismos multicelulares, por ejemplo, el desarrollo del cigoto para llegar a un animal pluricelular.
- Regulador de la ferroptosis: protege las células del daño oxidativo, previniendo la ferroptosis celular, un tipo de muerte celular programada cuyo regulador es esta enzima.
- Procesos redox: participa en los procesos de oxidación y reducción del organismo.[11]
- Proceso metabólico de fosfolípidos: participa en las rutas metabólicas en torno a los fosfolípidos.[12]
- Polimerización de proteínas: ayuda a la creación de polímeros de proteínas a partir de monómeros.
- Regulación de la respuesta inflamatoria: modula la frecuencia, velocidad o extensión de la respuesta inflamatoria de la reacción defensiva inmediata frente a un agente patógeno.
- Respuesta de estradiol: puede provocar un cambio en el estado o actividad de la célula como consecuencia de un estímulo de estradiol.
- Respuesta del estrés oxidativo: es decir, puede provocar cambios en la célula como resultado del estrés oxidativo (altos niveles de oxígeno reactivo).
- Espermatogénesis: participa en el desarrollo de células madre de línea germinal masculina para renovarse o dar lugar a otros tipos de células sucesivas que darán como resultado espermatozoides.

## Patologías asociadas

### Displasia espondilometafisaria de tipo Sedaghatian
Mutaciones en la proteína GPX4 han sido identificadas como la causa de la Displasia espondilometafisaria de tipo Sedaghatian (SSMD; MIM 25022). Esta es una enfermedad neonatal extremadamente infrecuente (<1/1000000) con un mal pronóstico vital a corto plazo (la supervivencia máxima registrada es de 161 días después del nacimiento).
Los neonatos muestran afectación multiorgánica. A nivel óseo presentan condrodisplasia metafisaria, acortamiento de las extremidades, aplanamiento de las vértebras (platyspondyly) o retraso en la osificación epifisiaria, entre otras afectaciones. A nivel del sistema nervioso central pueden presentar malformaciones como la agénesis del cuerpo calloso o la hipoplasia severa del cerebelo. Presentan también problemas cardíacos, tantos morfológicos como de la conducción, y deficiencias pulmonares.
Algunas mutaciones del gen que codifica para la proteína GPX4 producen un empalme alternativo en el exón 4 y una omisión del exón 5. Esto causa una alteración en la síntesis de la proteína especialmente dañina, dado que la GPX4 es la única peroxidasa necesaria durante el desarrollo embrionario. Además, es capaz de reducir una gran variedad de lípidos, y es la única que está implicada en el metabolismo del ácido araquidónico y eicosanoides. Su déficit provoca una peroxidación lipídica masiva que induce la apoptosis celular durante el desarrollo embironario, y que podría ser la base de la aparición de esta enfermedad.

### Fibrosis pulmonar idiopática
Ha sido demostrada la implicación de la GPX4 en el desarrollo de la fibrosis pulmonar idiopática (FPI), una enfermedad caracterizada por la progresiva fibrosis del parénquima pulmonar de origen desconocido. El daño a las células del epitelio pulmonar viene seguido de una mala cicatrización que causa la formación de focos fibroblásticos. 
Se ha observado que el estado redox en los pulmones con FPI es anormal, y que estos presentan un incremento en productos de la peroxidación lipídica. Este proceso tiene una gran importancia en el daño celular causado por el estrés oxidativo y está modulado por la proteína GPX4. Además, en la FPI está implicada la citoquina profibrótica Factor de crecimiento transformante beta 1 (TGF-β), regulada mediante vías intracelulares compuestas, entre otros, por SMADs. Uno de los productos de la peroxidación lipídica, el 4-hidroxi-2-nonenal (4-HNE), induce la síntesis de TGF-β, cosa que sugiere la existencia de un ciclo vicioso entre un aumento de la peroxidación lipídica y la producción de esta quinasa en el desarrollo de la fibrosis pulmonar.
La proteína GPX4 no solo regula la peroxidación lipídica y evita el daño celular, sino que también regula la señalización de SMAD2 y SMAD3, que modula la diferenciación de fibroblastos inducida por TGF-β. En consecuencia, los niveles de expresión de GPX4 en esta patología determinan el nivel de desarrollo de fibrosis pulmonar. Los niveles de expresión de GPX4 en pacientes con FPI se encuentran reducidos significativamente y son prácticamente indetenctables en focos fibroblásticos. Sin embargo, la sobreexposición de GPX4 en ratones resulta en una tenuación significativa del desarrollo de la fibrosis pulmonar, de forma que esta peroxidasa podría ser una diana terpéutica para la FPI.

## Estructura
Con el fin de estudiar más a fondo la enzima GPX4, se estudió la estructura cristalina del U46C activo catalítico mutante de GPX4 humano. Mediante rayos X se concluye que esta enzima es una proteína monomérica, formada por cuatro hélices α y cinco láminas beta. 
Además la enzima GPX4 se caracteriza por ser una selenoproteína (contiene el aminoácido 21, la selenocisteína). Se cree que esta le otorga una mayor reactividad en las reacciones redox.
GPX4 tiene una especificidad muy alta, ya que no tiene una superficie expuesta al loop domain. Esta característica limita la accesibilidad del sitio activo de otras isoformas de GPX. La tríada catalítica (C46, Q81 y W136) se encuentra en un fragmento de la superficie expuesta de aminoácidos básicos, como K48, K135 y R152.
La enzima GPx4 existe en tres isoformas diferentes: isoforma mitocondrial (que se encuentra en las mitocondrias), isoforma citoplasmática (que se encuentra en el citoplasma) e isoforma nuclear (que se encuentra en el núcleo, más específicamente en el nucleoplasma). Estas 3 formas de GPX4 son producidas por el mismo gen.
Por un lado, las isoformas citoplasmáticas y mitocondriales son las isoformas más importantes, que se expresan exclusivamente por neuronas en el desarrollo del cerebro. Además, la isoforma citoplasmática ha sido identificada como la única isoforma de la GPX4 esencial para el desarrollo embionario y la supervivencia celular. Por otro lado, la isoforma nuclear es importante en el proceso de condensación de la cromatina. Esta última, junto con la isoforma mitocondrial,  se ha visto implicada en el proceso de espermatogénesis y en la fertilidad masculina.
En los humanos, existen 2 isoformas que se producen por alternative initiation:

### Isoforma mitocondrial[26]
Tiene 197 aminoácidos y un peso molecular de 22,175 Da.
| 10         | 20         | 30         | 40         | 50         | 60         | 70         | 80         | 90         | 100        |
| ---------- | ---------- | ---------- | ---------- | ---------- | ---------- | ---------- | ---------- | ---------- | ---------- |
| MSLGRLCRLL | KPALLCGALA | APGLAGTMCA | SRDDWRCARS | MHEFSAKDID | GHMVNLDKYR | GFVCIVTNVA | SQUGKTEVNY | TQLVDLHARY | AECGLRILAF |
| 110        | 120        | 130        | 140        | 150        | 160        | 170        | 180        | 190        |            |
| PCNQFGKQEP | GSNEEIKEFA | AGYNVKFDMF | SKICVNGDDA | HPLWKWMKIQ | PKGKGILGNA | IKWNFTKFLI | DKNGCVVKRY | GPMEEPLVIE | KDLPHYF    |

### Isoforma citoplasmática[27]
Tiene 170 aminoácidos y un peso molecular de 19,525 Da.
| 10         | 20         | 30         | 40         | 50         | 60         | 70         | 80         | 90         |
| ---------- | ---------- | ---------- | ---------- | ---------- | ---------- | ---------- | ---------- | ---------- |
| MCASRDDWRC | ARSMHEFSAK | DIDGHMVNLD | KYRGFVCIVT | NVASQUGKTE | VNYTQLVDLH | ARYAECGLRI | LAFPCNQFGK | QEPGSNEEIK |
| 100        | 110        | 120        | 130        | 140        | 150        | 160        | 170        |            |
| EFAAGYNVKF | DMFSKICVNG | DDAHPLWKWM | KIQPKGKGIL | GNAIKWNFTK | FLIDKNGCVV | KRYGPMEEPL | VIEKDLPHYF |            |